# Bohúňovo
Bohúňovo (hongrois : Lekenye) est un village de Slovaquie situé dans la région de Košice.

## Histoire
La première mention écrite du village date de 1243.
La localité fut annexée par la Hongrie après le premier arbitrage de Vienne le 2 novembre 1938. En 1938, on comptait 475 habitants dont 7 d'origine juive. Elle faisait partie du district de Tornaľa (hongrois : Tornaljai járás). Le nom de la localité avant la Seconde Guerre mondiale était Lekeňa/Lekenye. Durant la période 1938 - 1945, le nom hongrois Lekenye était d'usage. À la libération, la commune a été réintégrée dans la Tchécoslovaquie reconstituée.

## Démographie

### Évolution de la population
| Année:               | 1994. | 2004.   | 2014.    | 2024.   |
| -------------------- | ----- | ------- | -------- | ------- |
| Nombre de personnes: | 333   | 323     | 275      | 266     |
| Différence:          |       | -3,00 % | -14,86 % | -3,27 % |

| Année:               | 2023. | 2024.   |
| -------------------- | ----- | ------- |
| Nombre de personnes: | 268   | 266     |
| Différence:          |       | -0,74 % |